# Cosmibuena macrocarpa
Cosmibuena macrocarpa är en måreväxtart som först beskrevs av George Bentham, och fick sitt nu gällande namn av Johann Friedrich Klotzsch och Wilhelm Gerhard Walpers. Cosmibuena macrocarpa ingår i släktet Cosmibuena och familjen måreväxter. Inga underarter finns listade i Catalogue of Life.